# Tripneustes ventricosus
Tripneustes ventricosus är en sjöborreart som först beskrevs av Jean-Baptiste Lamarck 1816.  Tripneustes ventricosus ingår i släktet Tripneustes och familjen Toxopneustidae. Inga underarter finns listade i Catalogue of Life.

## Bildgalleri

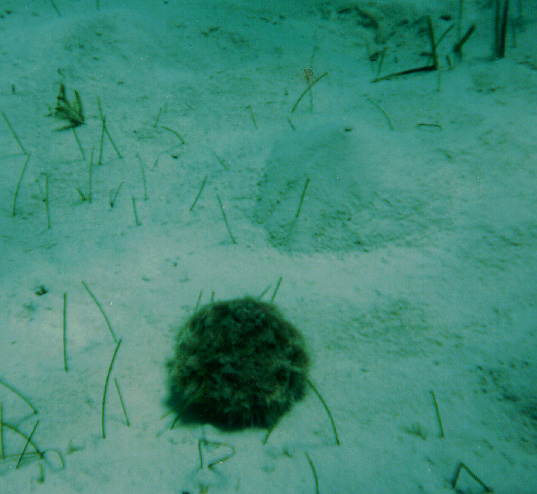